# Birgitta Knutsdotter Kurck
Birgitta Knutsdotter Kurck, född omkring 1500, död 29 juli 1577, är känd som Nådendals birgittinklosters sista abbedissa. Kort efter hennes död omvandlades klostret till luthersk församlingskyrka.

## Biografi
Birgitta Knutsdotters föräldrar var Knut Eriksson och Elin Kurck.
Birgitta inträdde troligen i Nådendalsklostret under sin morbrors Arvid Kurcks, Finlands siste för-reformatoriske biskops, levnadstid (före 1522). Under reformationen några år senare återkrävdes mycket av klostrets jord av donatorernas släkt, klostret förbjöds ta emot nya medlemmar och många medlemmar lämnade klostret, bland andra abbedissan Valborg Joakimsdotter Fleming (abbedissa 1526–1531). Hon efterträddes av Valborg Torkilsdotter (död 1554) och sedan Birgitta Pedersdotter (abbedissa till 1565), syster till domprosten Hans Petri. År 1554 visiterades klostret av den nyvigde biskopen Mikael Agricola och dess kvarvarande medlemmar lovade att bli "evangeliska personer", att inte offentligt läsa Birgittas revelationer, att avstå från "helgonens åkallan och andra dylika vidskepelser" osv. 1556 konfiskerades klostrets egendom och ersattes med ett underhåll. Birgitta Knutsdotter blev abbedissa 1568.
Samma år skrev hon ett brev till Johan III där hon anhöll om fortsatt skydd och underhåll för klosterfolket och bifogade en förteckning över det underhåll som tidigare hade beviljats, bl.a. under Johans tid som hertig i Finland. Då återstod endast en liten grupp nunnor och en munk som vårdare åt en grupp åldringar.
Johans positiva svar på hennes brev finns bevarat: han och Katarina Jagellonica hyste planer på att återuppliva klostren, planer som också återspeglas i brevväxlingen mellan Jagellonica och klostret i Nådendal 1575. I ett brev från Johan från 8 augusti 1576 utlovas en reparation av klosterbyggnaderna. Samtidigt avkortas klostrets underhåll, eftersom endast fyra systrar då var kvar i livet. År 1577 avled Birgitta Knutsdotter, och klosterkyrkan togs i bruk som luthersk församlingskyrka.